# Douirane
Douirane (en àrab أدويران, Adwīrān; en amazic ⴰⴷⵡⵉⵔⴰⵏ) és una comuna rural de la província de Chichaoua, a la regió de Marràqueix-Safi, al Marroc. Segons el cens de 2014 tenia una població total de 16.138 persones.